# Classe P
A Classe P foi uma classe de cruzadores pesados planejada para a Kriegsmarine, composta originalmente por doze embarcações designadas de P1 até P12. Os navios eram versões aprimoradas da Classe Deutschland e os trabalhos de projeto começaram em 1937, com mais de vinte versões diferentes sendo consideradas até uma ser escolhida. Os cruzadores faziam parte do Plano Z, a estratégia alemã para enfrentar a Marinha Real Britânica em guerra. Contratos para as construções foram entregues, porém o Plano Z foi revisado e o número de embarcações reduzido para oito, com a previsão de início das obras para 1940. O plano foi revisado novamente em 1939 e a Classe P foi excluída em favor dos cruzadores de batalha da Classe O.
Os cruzadores pesados da Classe P, como originalmente projetados, seriam armados com uma bateria de seis canhões de 283 milímetros montados em duas torres de artilharia triplas, uma instalada na proa na frente da superestrutura e outra a ré na popa. Teriam um comprimento de fora a fora de 230 metros, boca de 26 metros, calado de pouco mais de sete metros e um deslocamento carregado de mais de 25,6 mil toneladas. Seus sistemas de propulsão seriam compostos por doze motores a diesel, que por sua vez girariam quatro hélices até uma velocidade máxima de 33 nós (61 quilômetros por hora). As embarcações também teriam um cinturão de blindagem principal que ficaria entre quarenta e 120 milímetros de espessura.

## Desenvolvimento
O ditador Adolf Hitler começou um programa de rearmamento na Alemanha no início da década de 1930. Ele assinou o Acordo Naval Anglo-Germânico em 1935, que permitia que a Alemanha construísse até 35 por cento da força da Marinha Real Britânica, efetivamente anulando as restrições impostas pelo Tratado de Versalhes. Isto levou em 1937 à decisão de construir uma versão melhorada dos cruzador pesados da Classe Deutschland. Trabalhos de projeto começaram no mesmo ano. Mais de vinte projetos foram avaliados para se enquadrarem nas especificações da Kriegsmarine, com um sendo escolhido, sendo designado de "P". Este era um navio com deslocamento de vinte mil toneladas, uma velocidade máxima de 34 a 35 nós (63 a 65 quilômetros por hora) e armado com uma bateria principal de seis canhões de 283 milímetros em duas torres de artilharia triplas.
Ficou claro para o general almirante Erich Raeder em meados de 1938 que a política externa agressiva de Hitler levaria o país uma guerra contra o Reino Unido. Ele assim decidiu que uma força significativamente maior de cruzadores pesados seria necessária a fim de executar uma campanha corsária eficaz contra os britânicos. Sua intenção de lutar uma guerra comercial contra o Reino Unido se tornou a base para o Plano Z, que incluía doze navios da Classe P. Os trabalhos de projeto nas novas embarcações ocorreram em paralelo com o desenvolvimento dos cruzadores de batalha da Classe O. Experimentos foram realizados em pelo menos nove propostas diferentes entre março de 1938 e dezembro de 1939. Estes projetos variavam em dimensões e armamentos, com alguns chegando a ter três torres de artilharia triplas.
Muitos problemas foram encontrados durante o desenvolviento do projeto dos navios, o mais recorrente deles sendo a blindagem. A velocidade máxima exigida era de 34 nós (63 quilômetros por hora), o que significou que o comprimento mínimo cresceu do original 217 metros para 229,5 metros. Também significou que a boca mínima seria de 25 metros, a menos que motores a diesel, como aqueles instalados na Classe Deutschland, fosse usados, o que neste caso aumentaria a boca em dois metros. Infelizmente para os projetistas, uma boca mais larga significava que um casco ainda mais comprido seria necessário a fim de manter a eficiências hidrodinâmica. Tudo isso complicava o arranjo da blindagem, pois mais blindagem seria necessária para cobrir o casco enquanto este crescia em tamanho. Acabou sendo concluído que seria impossível incluir um sistema a diesel dentro do deslocamento de vinte mil toneladas, assim o limite de deslocamento foi aumentado com o objetivo de acomodar os motores a diesel.
Doze navios da Classe P foram encomendados, recebendo os nomes provisórios de P1 até P12. Os contratos de construção foram entregues para vários estaleiros, incluindo a Deutsche Werke em Kiel, Blohm & Voss em Hamburgo e o Kriegsmarinewerft em Wilhelmshaven. Entretanto, o Plano Z foi reduzido em tamanho e o número de cruzadores pesados diminuído para apenas oito. Isto fez com que os contratos fossem repassados entre os estaleiros. O batimento de quilha do primeiro cruzador estava previsto para 1º de fevereiro de 1940. Uma versão revisada do Plano Z foi aprovada em 27 de julho de 1939, removendo a Classe P da fila de construção. Em vez disso, foi decidido construir apenas cruzadores de batalha da Classe O. O início da Segunda Guerra Mundial em setembro significou que nem mesmo estes navios fossem construídos.

## Projeto

### Características e propulsão
Os navios da Classe P teriam 223 metros de comprimento da linha de flutuação e 230 metros de comprimento de fora a fora. Eles teriam uma boca de 26 metros e um calado projetado de 7,2 metros, já o calado máximo poderia chegar a até oito metros. O projeto teria um longo castelo da proa que se estenderia pela maior parte do comprimento do casco, terminando pouco à vante da torre de artilharia de ré. Eles teriam incorporado armações longitudinais de aço na construção que também teriam sido soldadas a fim de economizar peso. Seriam subdivididos em treze compartimentos estanques e teriam uma popa reta. A superestrutura de vante consistiria de uma grande torre de comando blindada com um pesado mastro de torre, enquanto uma segunda torre de comando menor com um mastro de poste ficaria mais à ré. As embarcações teriam sido equipadas com duas catapultas de aeronaves colocadas lado a lado no tombadilho, perpendiculares à linha central. Cada catapulta carregaria um hidroavião Arado Ar 196.
Os cruzadores seriam equipados com doze motores a diesel MAN dois tempos de ação dupla com nove cilindros arranjados em quatro conjuntos de três, cada conjunto girando um eixo. Cada eixo giraria uma hélice de 4,3 metros de diâmetro. A fumaça da exaustão dos motores seriam descarregada por duas grandes chaminés à meia-nau. A potência indicada do sistema de propulsão seria de 165 mil cavalos-vapor para uma velocidade máxima de 33 nós (61 quilômetros por hora). Os navios foram projetados para carregarem 3,6 mil toneladas de óleo combustível, mas seriam capazes também de levarem até cinco mil toneladas. A uma velocidade de treze nós (24 quilômetros por hora), sua autonomia seria de 25 mil milhas náuticas (46 mil quilômetros), enquanto a dezenove nós (35 quilômetros) a autonomia seria de quinze mil milhas náuticas (28 mil quilômetros).

### Armamentos e blindagem
As embarcações seriam armadas com uma bateria principal de seis canhões de disparo rápido de 283 milímetros montados em duas torres de artilharia triplas, uma à vante e outra à ré na linha central. Não se sabe se estas armas teriam sido o mesmo modelo SK C/28 da predecessora Classe Deutschland ou o modelo SK C/34 dos couraçados da Classe Scharnhorst. A bateria secundária das embarcações teria quatro canhões L/55 de 149 milímetros em duas torres duplas, também montadas na linha central à vante e à ré. Elas ficariam instaladas à ré das torres de 283 milímetros e disparariam sobre estas. Essas torres de 149 milímetros seriam montagens Drh L. C/34, o mesmo tipo instalado nos couraçados da Classe Scharnhorst e Classe Bismarck. Elas poderiam abaixar até dez graus negativos e elevar até quarenta graus, o que permitia um alcance máximo de 22 quilômetros. Seu cadência de tiro era de seis a oito disparos por minuto, disparando um projétil de 45,3 quilogramas e uma velocidade de saída de 875 metros por segundo. Os canhões usariam dois tipos de cargas: uma meia-carga RPC/38 de 14,15 quilogramas e uma carga principal de 23,5 quilogramas dentro de um cartucho de latão.
A Classe P teria uma bateria antiaéreo pequena de oito canhões L65 de 105 milímetros e quatro canhões Flak de 37 milímetros. As armas de 105 milímetros ficariam em quatro montagens duplas, um par nas laterais da torre de comando de vante e o outro par nas laterais da chaminé de ré. Esses canhões disparavam dois tipos de projéteis: um altamente explosivo de 15,1 quilogramas e outro incendiário de 15,8 quilogramas. Os dois tipos usavam uma única carga de propelente RPC/32 de 5,2 quilogramas. As armas poderiam elevar até oitenta graus e tinham uma altura máxima de disparo de 12,5 quilômetros. Os navios também teriam seis tubos de torpedo submersos de 533 milímetros.
O esquema de blindagem teria usado aço cimentado Krupp, porém o projeto não foi finalizado e apenas as exigências gerais são conhecidas. O convés principal teria setenta milímetros de espessura com placas de cem milímetros nas laterais, onde se inclinaria para baixo a fim de conectar com o cinturão principal. O convés superior teria vinte milímetros. As barbetas da bateria principal teriam uma proteção entre oitenta e cem milímetros de espessura, estendendo-se por uma altura de 14,2 metros. O cinturão principal de blindagem teriam 120 milímetros de espessura sobre as áreas vitais das embarcações, reduzindo-se para quarenta milímetros em áreas não essenciais.